# That Dragon, Cancer
That Dragon, Cancer è un videogioco indipendente sviluppato da Numinous Game creato da Ryan Green, Amy Green e Josh Larson.
Il gioco è stato distribuito e pubblicato per Ouya, Windows e Mac il 12 gennaio 2016.
Il gioco è a sfondo autobiografico e narra le vicende della famiglia Green e della vita del loro figlio Joel, al quale venne diagnosticato un cancro al cervello quando aveva un anno. Il bambino continuò a sopravvivere per altri quattro anni prima di cedere al cancro il 13 marzo 2014. Il gioco è stato progettato per far sentire ai giocatori i momenti più cupi del terzo anno di terapia di Joel, in uno stile di un gioco tipico di un'avventura punta e clicca. 
Inizialmente il titolo sarebbe dovuto uscire in esclusiva per Ouya, ma grazie al successo della campagna Kickstarter, che ha riscosso circa 100.000 dollari, il titolo è stato reso disponibile anche per PC e Mac.

## Trama e modalità di gioco
Il gioco è stato inizialmente sviluppato per raccontare l'esperienza personale di Ryan e Amy con Joel quando erano ancora incerti sulla sua salute.
Dopo la morte del figlio, i genitori hanno deciso di rielaborare gran parte del gioco personalizzando le interazioni di Joel con il giocatore attraverso registrazioni audio e poesie aventi come tematiche la fede, la speranza, la disperazione e l'amore.
Al piccolo era stato diagnosticato un tumore al cervello a soli dodici mesi di vita, nel mese di novembre del 2010. Nonostante le difficoltà e a dispetto di quanto dichiarato dai medici che avevano decretato per il piccolo solo pochi mesi di vita, Joel continuò a vivere per altri quattro anni.   
Ryan ed Amy Green raccontano di come Joel abbia vissuto la sua esperienza al giocatore, il quale adotta come punto di vista quello di una papera che gioca in un laghetto, per poi spostare l'ambientazione nell'ospedale pediatrico dove Joel si sottoporrà alla terapia.    
Non sono anni facili per il bambino ed il giocatore, in questa fase dell'avventura, riesce quasi a percepire come lo stato di malessere del bambino comincia ad intensificarsi. Mentalmente sottosviluppato, Joel non è in grado di parlare, eppure è riuscito a trasmettere tutto il suo malessere in un crescendo che non può non avere conseguenze su chi gli sta accanto nella vita reale e, attraverso il gioco, anche virtualmente.        
All'inizio del 2014 la condizione del bambino peggiorò e i Green si trasferirono per un breve periodo dal Colorado a San Francisco per sottoporsi ad altre cure sperimentali.
That Dragon, Cancer possiede elementi in prima ed in terza persona, con l'aggiunta di una componente punta e clicca che rende il tutto interattivo. In più punti il giocatore ha modo di notare la cura degli sviluppatori che hanno cercato di arricchire il titolo aggiungendo qua e là delle cartoline, delle fotografie dell'ospedale pediatrico, e intere registrazioni audio che riprendono i periodi che attestano i momenti più importanti della vita di Joel e della famiglia Green.    
Attraverso numerose scene allegoriche e astratte, basate sull'esperienza della famiglia Green, il giocatore prende il controllo impersonando Joel, Ryan ed Amy, tramite quattordici brevi capitoli che catturano i momenti più importanti della terapia di Joel, attraverso l'uso di forme poligonali che mostrano il lavoro artistico dietro lo sviluppo del gioco.

## Sviluppo
Ryan ed Amy Green iniziarono a lavorare a That Dragon, Cancer quando Joel aveva quattro anni. Entrambi cattolici devoti, hanno ritenuto che il miglioramento del figlio fosse dettato da un vero e proprio miracolo. 
Ryan, basandosi su riflessioni e preghiere dettate dalla speranza di guarigione ed anche per sopportare le avversità del clima ospedaliero, iniziò a sviluppare le prime idee per il gioco, stando accanto a Joel ed ai suoi pianti disperati.  
L'obiettivo di That Dragon, Cancer voleva essere quello di comunicare in ogni modo le esperienze che Joel stesso stava passando in quell'ospedale pediatrico. L'allegoria presente nello stesso titolo è una storia che i Green avevano raccontato ai loro figli durante la malattia di Joel, basandosi sulla classica storia del Cavaliere in lotta contro un drago chiamato Cancro. 
Nel 2011 i Green conobbero Josh Larson, uno sviluppatore di giochi che contribuì fino alla fine per dare la giusta dignità al loro progetto, non smettendo mai di crederci. Lo stesso Ryan dirà: “Entrambi ci siamo sentiti in dovere di farlo”. 
Nell'autunno del 2012, Larson sacrifica tempo e finanze per dedicare un intero anno al progetto. Amy Green, preoccupata per il futuro della famiglia e del piccolo Joel, affermò: “questa è la cosa più folle che abbia mai fatto, ma ho avuto la convinzione che avrei dovuto farlo”.  
Entro l'inizio del 2013, Ryan e Josh mostrarono le prime scene del gioco ai possibili finanziatori, data la disperazione e l'urgente esigenza di raccogliere fondi per mandare avanti il progetto. Uno dei primi incontri fu reso possibile grazie alla piattaforma KickStarter, che diede la possibilità ai due di conoscere Kellee Santiago, una game designer che ha lavorato a videogiochi indipendenti del calibro di Journey e Flower. Essa restò particolarmente colpita ed affascinata dal progetto al punto da cancellare i suoi appuntamenti per soffermarsi sulla corretta realizzazione di That Dragon, Cancer. Santiago inoltre investì parecchio denaro per assumere altri sviluppatori per lavorare con Green e Larson che di li a poco fondarono la casa di sviluppo nota come Numinous Games. Nello stesso periodo, Ryan ed Amy scrissero un libro per bambini intitolato He's not Dead Jet. Pubblicato il 14 febbraio 2013, il libro fu un'altra delle testimonianze che i Green utilizzarono per canalizzare le emozioni e le idee che svilupperanno di li a poco per la realizzazione di That Dragon Cancer. Sul finire del 2013 e l'inizio del 2014, proprio quando Ryan sviluppò diverse idee per la conclusione del titolo, accadde un fatto che colpì gravemente la famiglia Green. Joel aveva sviluppato nell'area frontale del cervello un altro tumore che non era possibile curare. 
Nonostante le cure sperimentali e la buona volontà da parte del personale medico e della famiglia Green, Joel morì nella notte del 13 marzo 2014.
Questo portò il team a revisionare lo sviluppo di That Dragon, Cancer. Durante il corso dell'anno, lo sviluppo del titolo venne finanziato anche da Ouya e da circa 3700 sostenitori per portare avanti la campagna Kickstarter che riscosse parecchio successo dopo l'accaduto .   
Il gioco venne dunque riscritto per il 70% da parte dell'intero team, enfatizzando maggiormente i momenti più importanti della crescita di Joel con Ryan ed Amy.  
Lavorare al gioco nonostante il triste accaduto, diede la possibilità a Ryan di metabolizzare il proprio dolore e di mantenere viva la presenza di Joel nel suo cuore. Lui stesso dirà di aver affrontato e combattuto il dolore proprio attraverso la valvola di sfogo della creazione del gioco.     
Per la composizione della colonna sonora, i Green fecero affidamento su Jon Hillman, un compositore locale che riuscì a dare la giusta profondità musicale al titolo.
Il gioco è stato distribuito il 12 gennaio 2016, data simbolica in quanto coincidente con il settimo compleanno di Joel.
La stessa Razer, che acquisì Ouya nel 2015, donerà l'intero ricavato delle vendite di That Dragon, Cancer a due organizzazioni di beneficenza per supportare la ricerca contro il cancro.
That Dragon, Cancer venne distribuito anche per iOS nell'ottobre del 2016.

## Documentario
Un documentario a proposito dei Green e dello sviluppo di That Dragon, Cancer è stato pubblicato nell'aprile 2014.
Intitolato Thank You For Playing, il film è stato diretto da David Osit e Malika Zounhali-Worrall distaccandosi dal gioco stesso e limitandosi a raccontare ciò che la famiglia Green voleva trasmettere attraverso la loro arte. 
Il documentario è stato premiato il 17 aprile 2015 al Tribeca Film Festival; è stato trasmesso in America tramite l'emittente televisiva POV e su PBS il 24 ottobre 2016.  Il film è stato inoltre definito dalla testata Unwinnable come “il più importante film mai prodotto che tratta di un videogioco”.

## Premi e Riconoscimenti
That Dragon, Cancer ricevette numerosi premi nel corso del suo rilascio.       Importantissimo fu il premio nella categoria "Gioco d'impatto" ai The Game Awards 2016.